# Mount Hope, Västantarktis
Mount Hope är ett berg i Antarktis. Det ligger i Västantarktis. Argentina, Chile och Storbritannien gör anspråk på området. Toppen på Hope, Mount är 3 239 meter över havet. Mount Hope ingår i Eternity Range.
Terrängen runt Mount Hope är huvudsakligen kuperad, men åt sydost är den bergig. Trakten är obefolkad. Det finns inga samhällen i närheten.